# Yoglav Crag
Der Yoglav Crag (bulgarisch Йоглавски камък Joglawski kamak) ist ein 865 m hoher und felsiger Berg auf der Trinity-Halbinsel des Grahamlands im Norden der Antarktischen Halbinsel. Er ragt 2,3 km südsüdöstlich des Vinogradi Peak, 3,75 km südwestlich des Mount Reece, 8,48 km westnordwestlich des Kiten Point und 3,5 km nordnordöstlich des Mount Bradley am südlichen Ende der Kondofrey Heights auf. Der Snepole-Piedmont-Gletscher liegt südöstlich von ihm.
Deutsche und britische Wissenschaftler nahmen 1996 gemeinsam seine Kartierung vor. Die bulgarische Kommission für Antarktische Geographische Namen benannte ihn 2010 nach der Ortschaft Joglaw im Norden Bulgariens.